# Monte Gurugú (Alcalá de Henares)
El Monte Gurugú es uno de los denominados Cerros de Alcalá, serie de elevaciones situada al sur de la ciudad de Alcalá de Henares (Comunidad de Madrid - España). Está flanqueado por los cerros del Ecce Homo (o de la Vera Cruz) al este y del Cerro del Viso (o Zulema o de San Juan del Viso) al oeste.

## Historia
Según cuenta la tradición, en este lugar hacían prácticas las unidades de caballería, acuarteladas en la ciudad de Alcalá, que posteriormente participarían en las operaciones militares del Monte Gurugú africano.

## Orografía
Es un cerro terroso, con arcillas y formaciones yesíferas. Está parcialmente cubierto por pinos de repoblación (años 1940-1950), separado de la ciudad por el río Henares.
La pendiente principal por carretera tiene 1.370 m de distancia y se pasa de 615 a 690 m de altitud por lo que hay una pendiente media de 5,4 %, con rampas (la de la última curva a derechas) del 7%, que vienen además señalizadas. La altitud máxima se localiza a 711 metros sobre el nivel del mar.